# شانگهای (فیلم ۲۰۱۲)
شانگهای (انگلیسی: Shanghai) فیلمی در ژانر تریلر سیاسی به کارگردانی دیباکار بانرجی است که در سال ۲۰۱۲ منتشر شد. از بازیگران آن می‌توان به عمران هاشمی، آبهای دئول و کالکی کوچلین اشاره کرد. این فیلم بازراه‌اندازی فیلم فرانسوی زد (۱۹۶۹) است که بر اساس رمانی به همین نام اثر واسیلیس واسیلکوس ساخته شده‌است. این فیلم در ۸ ژوئن ۲۰۱۲ با استقبال منتقدان اکران شد و نامزد دریافت جوایز فیلم‌فیر بهترین طراحی لباس شد. 

## داستان
رهبر یکی از کمپین‌های سیاسی که در یک پروژه مردمی علیه دولت قد علم می‌کند، به طرز مشکوکی در یک تصادف کشته می‌شود. افسری که مامور رسیدگی به این پرونده می‌شود، می‌خواهد از قدرت مردم استفاده کند تا ظاهر واقعی افراد پشت سیستم دولتی را به همه نشان دهد.